# Claude Vandersleyen
Pour les articles homonymes, voir Vandersleyen.
Claude Vandersleyen, né le 26 septembre 1927 à Bruxelles et mort le 7 décembre 2021 à Braine-l'Alleud,, est un égyptologue belge.

## Biographie
Après des études secondaires au Collège Cardinal Mercier à Braine-l'Alleud en Belgique, Claude Vandersleyen obtient une licence (1949) puis un doctorat (1969) en philologie classique ainsi qu'une licence en orientalisme (égyptologie) en 1950, à l'université libre de Bruxelles.
Claude Vandersleyen est professeur à l'université catholique de Louvain où il enseigne l'art égyptien et la langue égyptienne, l'histoire de l'art en général et la papyrologie grecque.
En 1967-1968, il procède à la restauration et à la traduction du texte d'une stèle, dite « stèle de la tempête », découverte entre 1947 et 1951 par la mission française dans le 3e pylône du temple de Karnak à Thèbes.
Il a précisé l’emploi de Kem-our et Ouadj-our, dossier repris lors d'un cours de Nicolas Grimal au Collège de France.

## Datation de l'Exode
Vandersleyen penche pour une datation haute de l'Exode -- environ de 1550 à 1524 av. J.-C. (le règne d'Ahmôsis Ier), ce qui est généralement en accord avec la datation de Manéthon.
Vandersleyen souligne que le Pentateuque, le livre de Josué et le livre des Juges fournissent une chronologie qui, suivant les interprétations, place l'Exode au XVIe siècle ou au XVe siècle avant notre ère. Selon lui, certaines objections à une datation haute ne sont pas si problématiques : le contrôle militaire égyptien en Canaan n'était direct que sur les voies de communication le long de la côte, l'intérieur du pays échappant largement à leur contrôle. De plus, comme le décrivent les lettres d'Amarna, la région montagneuse de Canaan pouvait être l'objet d'une instabilité politique qui ne remettait pas en cause le contrôle égyptien sur la région.

## Publications
- Les guerres d'Amosis, fondateur de la XVIIIe dynastie, Bruxelles, coll. « Monographies Reine Elisabeth, 1 », 1971 ;
- Chronologie des préfets d'Égypte de 284 à 395, Bruxelles, Latomus, 1962 ;
- « Des obstacles que constituent les cataractes du Nil », Bulletin de l'IFAO (BIFAO), Institut français d'archéologie orientale, no 69,‎ 1971, p. 253-266 ;
- Das Alte Ägypten, Berlin, Propyläen Kunstgeschichte 15, 1975 ;
- L'Égypte et la vallée du Nil, vol. II : De la fin de l'Ancien Empire à la fin du Nouvel Empire, Paris, Presses universitaires de France, coll. « Nouvelle Clio », 1995 ;
- La guerre de Ramsès II contre les Hittites. Der Hettiterkrieg Ramses'II. Réédition du texte allemand (Vienne, 1939) et traduction française de Claude Vandersleyen, Bruxelles, Safran (éditions), coll. « Connaissance de l'Égypte Ancienne », 1996 (ISBN 2-87268-005-5, présentation en ligne).
- Ouadj Our. Un autre aspect de la vallée du Nil, Bruxelles, Safran (éditions), coll. « Connaissance de l'Égypte Ancienne », 1999 (ISBN 2-87268-006-3, présentation en ligne).
- « Le relief d’Amenhotep Ier au Louvre B 58 = E 11278 », Res Antiquae, no 1,‎ 2004, p. 227-229 ;
- Iahmès Sapaïr fils de Séqénenré (XVIIe dynastie), Bruxelles, Safran (éditions), coll. « Connaissance de l'Égypte Ancienne », 2005 (ISBN 2-87457-002-8, présentation en ligne).
- « Où est mort le grand Pompée, l’adversaire malheureux de Jules César ? », Res Antiquae, no 3,‎ 2006, p. 139-150 ;
- Le delta et la vallée du Nil. Le sens de ouadj our (wȝd wr), Bruxelles, Safran (éditions), coll. « Connaissance de l'Égypte Ancienne », 2008 (ISBN 978-2-87457-021-6, présentation en ligne).
- Écrits sur l'art égyptien. Textes choisis, réunis et édités par Nadine Cherpion et A.-L. Oosthoek, Bruxelles, Safran (éditions), coll. « Connaissance de l'Égypte Ancienne », 2012 (ISBN 978-2-87457-051-3, présentation en ligne).
- Le Rapport d’Ounamon (vers 1065 avant Jésus-Christ) : Analyse d’une mission manquée, Bruxelles, Safran (éditions), coll. « Connaissance de l'Égypte Ancienne », 2013 (ISBN 978-2-87457-056-8, présentation en ligne).